# Geografija Evrope
Evropa skupaj z Azijo sestavlja eno samo celino, ki po površini (54 milijonov km²) prekaša vse druge in jo označujemo kot Evrazijo. Delitev te ogromne celine na Evropo in Azijo se je uveljavila v preteklosti predvsem zaradi drugačnega kulturnega, gospodarskega, socialnega in političnega razvoja obeh delov. Evropa je kontinent, ki ga na severu omejuje Arktični ocean, na zahodu Atlantski ocean in na jugu Sredozemsko in Črno morje. Na vzhodu preide v Azijo. Dogovorjena meja poteka od juga proti severu preko Kavkaza, Kaspijskega morja, reke Ural in gorovja Ural. Otoki in polotoki segajo globoko v morja, morje pa se s svojimi zalivi globoko zajeda v kontinent. Več kot polovica evropskega ozemlja je manj kot 300 km daleč od najbližjega morja.

## Naravnogeografske značilnosti

### Površje in zgradba
Naravnogeografsko delimo Evropo na vzhodni in zahodni del, ki polagoma prehajata drug v drugega. Vzhodni del (Vzhodna Evropa) je širok celinski trup z zelo enoličnim, predvsem nižinskim svetom, ki se proti vzhodu na široko naslanja na Azijo. Zahodni del (Zahodna Evropa) je sicer manjši, toda zelo pester in razgiban. Sestavljajo ga gorovja, hribovja in nižavja in je razčlenjen v številne zalive, polotoke in otoke. Obliva ga Atlantski ocean s svojimi stranskimi morji. Ta del ima dejansko podobo velikega močno razvejanega polotoka.
Relief je zelo pomemben geografski dejavnik ne samo v Evropi temveč povsod na Zemlji. Močno vpliva na lego naselij, gostoto poselitve, lego industrijskih objektov, vpliva na razvoj turizma, na potek prometnic, ... po rečnih dolinah so že davno v zgodovini potekale vse pomembnejše prometnice, na drugi strani so bila visoka slemenasta gorovja (npr. Alpe) vedno velika prometna ovira (še posebno v zimskem času), ki jo je človek premagal šele v modernejšem delu zgodovine z izgradnjo predorov (npr. predor pod Mont Blancom, predor Karavanke, predori na Turski avtocesti v Avstriji, ...) 
- Ruska plošča pokriva celotno Vzhodno Evropo in je znana kot ena izmed najstarejših plošč na Zemlji. Skoraj v celoti zavzema Vzhodnoevropsko nižavje, ki se ponekod dvigne v nekoliko višji svet (Srednjerusko višavje, Privolško višavje), Pridneprsko višavje, Podolsko višavje, Lublinsko višavje, Smolensko višavje, Valdajsko višavje, in druga. Stara kristalinska osnova tu le ponekod prihaja na dan, večinoma je prekrita z mlajšimi, nenagubanimi plastmi. Te plasti so tem mlajše, čim bolj gremo proti jugo-vzhodu. Na današnji izgled Vzhodnoevropskega nižavja so močno vplivale tudi reke, ki so nižavje razrezale v rahlo valovit svet, na razgibanost reliefa pa je vplivala tudi pleistocenska poledenitev.
- Stara evropska grudasta gorovja so bila nagubana s kaledonskim gubanjem v silurju in predstavljajo severni reliefni pas Zahodne Evrope. Najbolj izrazita grudasta gorovja v Evropi so: Skandinavsko gorovje, Škotsko višavje in Peninske gore v Angliji. Značilno za stara grudasta gorovja je, da niso pretirana visoka, so pa pomembna zaradi bogatih rudnih nahajališč (premoga in železove rude). Vzhodni del tega pasu na Švedskem in Finskem je nižji svet Baltskega ali Fenoskandijskega ščita.
- Pas nasutih nižin (Nemško-poljsko nižavje) se v Evropi vleče od francoske atlantske obale, ob Severnem morju in Baltiku do Vzhodnoevropskega nižavja na vzhodu. Nižavje prekrivajo morski in rečni in tudi ledeniški sedimenti. Pod sedimenti so stara grudasta gorovja (gre za nadaljevanje gorovij iz Severne Evrope), ki so jih zunanje ali eksogene sile znižale in uravnale.
- Pas grudastih sredogorij so mlajša gorovja, ki so bila nagubana s hercinskim gubanjem v karbonu. Značilno za sredogorja je, da so močno razdrobljena, razkosana in zelo različno visoka. Vlečejo se od Centralnega masiva v Franciji, preko Ardenov, Vogezov ter Nemškega in Češkega sredogorja do Malopoljskega višavja na jugu Poljske. Tod najdemo številne ugreznjene višine, sredogorja pa so znana tudi po bogatih rudnih nahajališčih (predvsem po premogu).
- Mlada alpidska slemenasta gorovja so reliefno najvišji pas Evrope. Od sredogorij na zahodu jih loči tektonski jarek (Ronsko-Saonski tektonski jarek), drugod pa globeli zapolnjujejo mlajši sedimenti ali pa so se izoblikovale nižje planote (na primer Švabsko-bavarska planota). Med mladimi alpidskimi gorovji so se udrle kotline s prostranim nižavjem (Padska, Panonska, Vlaško nižavje), ki so gosto poseljene in pomembne za promet in industrijo. Mlada alpidska slemenasta gorovja se vlečejo od Kantabrijskega gorovja v Španiji, preko Pirinejev, Alp, Apeninov, Karpatov v Malo Azijo in naprej do Kavkaza. Med mladimi gorovji so ujeta tudi nekatera starejša hercinska gorovja (Rodopi, Sardinske gore, planota Mezeta)

### Podnebje
Večji del Evrope je pod vplivom zahodnih vlažnih zračnih gmot iz Atlantskega oceana. Zmerno toplo, vlažno podnebje proti notranjosti dobiva izrazitejše celinske poteze (manj padavin, hladnejša zima in toplejše poletje). Primorski deli Norveške na severozahodu celine so zaradi vpliva toplega Zalivskega toka (Severno atlantskega toka) toplejši, zato ima ta del Evrope precej blažje podnebje kot kraji podobne geografske širine, ki niso pod tem vplivom. Primorski deli Južne Evrope imajo sredozemsko podnebje s toplim, suhim poletjem in blago, deževno zimo.
Na podnebje vplivajo tudi vremenotvorna središča. Januarja je močno izoblikovano islandsko območje nizkega tlaka, ki prinaša zahodni, srednji in južni Evropi vlažno in hladno vreme. Poleti se okrepi azorsko območje visokega zračnega tlaka. Njegov vpliv se razširi na sever in severovzhod do Srednje Evrope in prinaša jasno, suho in vroče poletje. Pozimi se oblikuje izrazit anticiklon nad Sibirijo, ki zaradi ohladitve celine prinaša jasno, ostro in suho zimo.
Klimatska območja in podnebni tipi
1. Atlantsko ali oceansko klimatsko območje obsega dolg in relativno ozek pas od severozahodne Portugalske, zahodne Francije, Britanskega otočja do zahodnih obal Severnega morja v Skandinaviji.
  - Prevladujejo močni zahodni vetrovi
  - Veliko nihanje zračnega pritiska
  - Vetrovi na celino prinašajo blag zrak pozimi iz JZ smeri, poleti pa hladen zrak iz SZ
  - Relativna vlažnost je vseskozi visoka
  - Pozimi so pogoste megle
  - Majhna letna temperaturna amplituda (9 °C–12 °C)
  - Poletja prijetno topla, zime blage, mraz redek
  - Letni časi neizraziti
  - Pomlad je hladnejša od jeseni
  - Padavine v vseh letnih časih
2. Srednjeevropsko prehodno klimatsko območje zavzema vzhodno Francijo, Srednjo Evropo, dežele okoli Baltskega morja in brez ostre meje prehaja proti vzhodu.
  - Jasno izraženi letni časi
  - Letna temperaturna amplituda je na JZ 14 °C, na V pa tudi 24 °C
  - Padavine v vseh letnih časih, najbolj mokri so spomladanski meseci
  - Zime so snežene, bolj ko gremo proti V so tudi ostrejše
  - Zima je nahladnejši letni čas.
  - Najviša povprečna temperatura je julija 31 °C in januarja 4 °C
3. Sredozemsko klimatsko območje obsega obale Sredozemskega morja in marsikje sega v notranjost.
  - Poletja so pod vplivom visokega zračnega tlaka
  - Pozimi preko sredozemskega morja potujejo depresije
  - Poletja so vroča, jasno vreme, suša
  - Letna amplituda zaša med 15º–20º
  - Najtoplejši mesec je julij, najhladnejši pa januar
  - Subtropsko podnebje
4. Območje mrzlega podnebja zavzema severni rob kontinenta.
  - Poletja so vroča, julija je povprečna temperatura okoli 29 °C
  - Zime so mrzle, januarja je povprečna temperatura pod - 10 °C
  - Celotno območje ima razmeroma malo padavin
  - Nizka stopnja izhlapevanja
  - Več kot pol leta je povprečna temperatura pod 0 °C
5. Kontinentalno klimatsko območje obsega Moldavijo, Belorusijo, Ukrajino in del Rusije.
  - Zelo malo padavin, vsega okoli 500 mm
  - Najbolj moker mesec april
  - Velika letna amplituda
6. ostala podnebja
  - Gorsko podnebje
  - Subpolarno podnebje

### raslinstvo
Razporeditev prsti in rastja v Evropi je pogojena na eni strani z zgradbo in reliefom Evrope, na drugi strani pa z lego in podnebjem. V primorskih predelih Južne Evrope prevladujejo rastlinske vrste, ki so prilagojene poletni suši in revni prsti. Rastlinske vrste so pogosto zimzelene. Razširjeno je grmičevje (makija). V vlažnejših zahodnih in srednjih delih celine tla porašča listopadna vegetacija, na mrzlem severu pa se širijo iglavci. V vzhodnih celinskih delih je zastopano gozdno-stepsko in stepsko rastlinstvo. V najsevernejših delih celine je podnebje subpolarno, tu se širi tundra z lišaji, mahovi in nizkimi, zakrnelimi grmi.
Naravni tipi rastja pred poselitvijo Evrope so bili: tundra, gozd, travinje, močvirja, stepa ter mediteransko grmičevje. Človek je v zahodni, srednji Evropi in Sredozemlju izkrčil gozd in z izkoriščanjem in izsekavanjem dobil pašnike in goli kras. Pri tem je naravni mešani in listnati gozd nadomestil iz gospodarskih razlogov z iglavci. Močvirja in stepe je marsikje z melioracijo in umetnim namakanjem spremenil v kulturne površine. Mnoge države so uveljavile zaščitena območja, kjer ohranjajo naravno rastje.
Pasovi rastja:
- Pas tundre zajema ozko območje vzdolž rusko-finske zaledenele obale in nekatere površine ob skandinavskih fjordih. Zamrznjena tla se odtajajo samo poleti, pa še to samo na površju.
- Listnati in mešani gozd segata od severnega dela Britanskega otočja, severne Francije, južne Skandinavije, severne Nemčije, Poljske do srednje Rusije.
- Pas stepe je zaradi poljedelstva zelo zmanjšan. Gozdna stepa, kjer je še veliko padavin, je spremenjena v kulturno stepo.
- Sredozemsko rastje se proti severu zaključuje z gorami, ki so ostra vegetacijska meja.

Tipi prsti: 
- Tundrska tla so peščena in šotna tla, ki vsebujejo nerazkrojene organske elemente (na obalnih območjih severne Rusije in severne Skandinavije).
- Podzoli - to je svetla, izprana, s hranili osiromašena prst pepelnate barve. Večino pokrajine prerašča gozd (obsežna območja severne in vzhodne Evrope).
- Rjave in sivorjave stepske prsti - to so manj izprana tla s toplimi poletnimi padavinami. Na njih so velike travnate površine (zahodni in srednjeevropski gozdnati deli).
- Rjave in sive stepske prsti nimajo dosti humusa, ampak veliko mineralnih snovi in soli. Z umetnim namakanjem lahko postanejo rodovitne (obala Črnega in Kaspijskega jezera).
- Gorska tla so kamnita tla, imajo malo prepereline (nagubana gorovja in višji deli grudastih gorstev).
- Rendzine so rjave in temnorjave prsti, pomešane s kamenjem in so nastale na apnencu (apneniške Alpe in Jura).
- Terra rosa ali jerina je rodovitna prst, pogosto naplavljena v dolinah in kotanjah. To so prsti toplejših podnebij z veliko primesi železovih oksidov (na sredozemskih kraških območjih).
- Zamočvirjena tla so na območjih, kjer so nepropustne plasti blizu površja.
- Obrečna tla in temna glinasta tla so ob rekah in jezerih.

### Reke
Glavni članek: Seznam rek v Evropi
Pomembnejše evropske reke s približno dolžino:
1. Volga 3.690 km
2. Donava 2.860 km
3. Ural 2.428 km
4. Dneper 2.290 km
5. Don 1.950 km
6. Pečora 1.809 km
7. Kama 1.805 km
8. Oka 1.500 km
9. Belaja 1.430 km
10. Dnester 1.352 km
11. Ren 1.320 km
12. Laba 1.165 km
13. Visla 1.047 km
14. Tejo 1.038 Km
15. Zahodna Dvina 1.020 km
16. Loara 1.012 km
17. Ebro 960 Km
18. Sava, 933 km
19. Rona, 812 km
20. Sena, 776 km
21. Pad, 652 km

### Jezera in celinska morja
Glavni članek: Seznam evropskih jezer

### Večji otoki
Islandija, Ferski otoki, Britansko otočje, Irska, otok Man, Rockall, del Azorov, Madeira, Balearski otoki, Korzika, Sardinija, Sicilija, Malta, Jonski otoki, Kreta, Egejski otoki, Kikladi, Ålandsko otočje, Gotland, Saaremaa, Hiiumaa, Jan Mayen, Ciper in Svalbard

### Ravnine in nižavja
- Vzhodnoevropsko nižavje
- Severnoevropsko nižavje
- Panonsko nižavje
- Mezeta je visoka planota v osrednji Španiji (obsega približno 40 % države)

### Gorske verige
Glavni članek: Seznam evropskih gorskih verig
Nekatere večje gorske verige v Evropi so:
- Ural, ki ločuje Evropo in Azijo
- Kavkaz, ki tudi ločuje Evropo in Azijo
- Karpati, glavna gorska veriga v osrednji in južni Evropi
- Alpe, gore poznane po svojih strmih pobočjih
- Apenini, ki poteka po Italiji
- Pennini, hrbtenica Anglije
- Pireneji, naravna meja med Francijo in Španijo
- Kantabrijsko gorovje, ki poteka čez severno Španijo
- Betijsko gorovje v južni Španiji
- Skandinavsko gorovje, gorska veriga, ki poteka čez Skandinavski polotok
- Evropsko sredogorje, staro gorstvo, ki leži v osrednji Evropi.

### Kopenske države
- Luksemburg
- Andora
- Vatikan
- San Marino
- Severna Makedonija
- Srbija
- Švica
- Lihtenštajn
- Avstrija
- Madžarska
- Češka
- Slovaška
- Belorusija
- Moldavija
- Armenija
- Azerbajdžan
- Kazahstan

Opombe:
1. Lihtenštajn meji z dvema državama
2. Švica, Lihtenštajn, Avstrija, Češka, Slovaška, Madžarska, Srbija, in Severna Makedonija predstavljajo stične države (osem) v osrednji Evropi in na Balkanu, ki potekajo od Ženeve pa vse do Grčije
3. Armenija in Azerbajdžan sta kopenski par držav
4. Vse ostale kopenske države (Luksemburg, Andora, Vatikan, San Marino, Belorusija, Moldavija in Kazahstan) so »samostojne« kopenske države, in ne mejijo na drugo Evropsko državo  (Kazahstan meji na Turkmenistan, Uzbekistan, in Kirgizistan, ampak te imajo ozemlja v Aziji)

### Otoške države in države, ki so del otoka
- Islandija
- Združeno kraljestvo Velike Britanije in Severne Irske
- Irska
- Malta
- Ciper

### Države, ki mejijo oz. so razširjene na drugo celino (Azijo)
- Rusija
- Kazahstan
- Armenija
- Azerbajdžan
- Turčija

## Družbenogeografske značilnosti

### Prebivalstvo
Evropa je poleg Azije najgosteje poseljena celina, le da v primerjavi z Azijo skoraj ni slabo poseljenih predelov. Najslabše sta poseljeni Severna (22 ljudi/km²) in Vzhodna (33 ljudi/km²) Evropa. Najgosteje poseljeno je območje v trikotniku London-Pariz-Ruhr, kjer živi več kot 400 ljudi/km². Povprečna gostota naseljenosti v Evropi je 60 prebivalcev na km².
Prebivalstvo Evrope je začelo hitro naraščati v zadnjih desetletjih 18. stoletja. Hitra rast prebivalstva je vplivala na preseljevanje na druge kontinente. Da v Evropi prebivalstvo ni številčnejše, je pripisati velikim izgubam med prvo in drugo svetovno vojno. Med vsemi kontinenti narašča prebivalstvo Evrope najpočasneje, kar je rezultat starostne razporeditve prebivalstva in urejenih družbenih in socialnih razmer. V Evropi zelo hitro narašča prebivalstvo v mestih in njihovi okolici.
Prebivalstvo Evrope je po svoji narodnostni sestavi zelo pestro. Narodi govorijo svoje jezike in imajo svoje narodne običaje in navade. Velike razlike se kažejo tudi v narodnostni in verski sestavi prebivalstva. V Evropi je velika večina ljudi krščanske vere. Protestanti so predvsem v Severni Evropi, pravoslavna vera pa na Balkanskem polotoku in na vzhodu.
Vsepovsod pa na gostoto poseljenosti največ vplivajo klimatske, vodne in reliefne razmere.

### Naselja
V Evropi imamo danes 165 mestnih aglomeracij z več kot 200.000 prebivalci, velika večina teh mest leži v Srednji Evropi. Megalopolis evropskih mest se vleče od Velike Britanije do Lombardije, njegovo jedro pa je med obalo Severnega morja in Kölnom ter Bonnom. To ogromno mestno območje Evrope ima svoj izvor v gospodarski moči in postaja glavno trgovsko območje Evrope.
Drugo veliko urbanizirano območje nastaja na jugu Evrope. Nastaja zaradi hitre rasti števila prebivalcev ter zaradi pomoči, ki jo je za razvoj tega območja namenila Evropska unija. Na tem območju najdemo nekatera pomembna evropska mesta kot so npr. Genova, Lyon, Milano, Benetke.
Preostala mesta na atlantski obali veljajo za izolirana in so med seboj nepovezana (nihajo med svojo tradicionalno navezanostjo na morje in med novimi vezmi v z notranjostjo Evrope). Mesta se seveda razvijajo tudi v drugih delih Evrope, vendar so zaenkrat še premalo aktivna (kar je seveda tudi posledica njihove usmeritve v skoraj petdesetletnem obdobju po drugi svetovni vojni). Gre večinoma za glavna mesta držav, za industrijska mesta (v večini je industrija v krizi), za mesta z večjim številom prebivalstva in majhno gospodarsko aktivnostjo ter za mesta, ki so močno odvisna od drugih večjih centrov.

### Promet
Obseg prometa je v devetdesetih letih v Zahodni Evropi hitro rasel. V Srednji in Vzhodni Evropi ter v državah VEKS se je v prvi polovici navedenega desetletja zmanjšal, potem pa spet začel rasti. Prispevek tega sektorja k onesnaževanju zraka se je po vsej Evropi precej zmanjšal zaradi mešanice na strategiji temelječih tehnoloških izboljšav, obnove voznega parka in zmanjšanega obsega prevoza. Na evropskih cestah je leta 2000 umrlo več kot 100.000 ljudi.
V Zahodni Evropi je postal prometni sektor drugi največji porabnik energije (30 % celotne porabe energije) in je zato pomemben vir emisij toplogrednih plinov. V državah Srednje in Vzhodne Evrope ter v državah VEKSA je prometni sektor sorazmerno manj pomemben porabnik energije (22 % oz. 17 %).
Tako kot obseg prevoza se v regijah precej razlikujejo tudi deleži cestnega in železniškega prevoza, prevoza po plovnih poteh ter zračnega prevoza. Skozi več desetletij je v Zahodni Evropi vedno bolj prevladoval cestni prevoz, medtem ko sta državah Srednje in Vzhodne Evrope na začetku devetdesetih let prevladovala železniški in javni prevoz, zdaj pa se na račun železniškega prevoza hitro povečuje delež cestnega.
Letalstvo je način prevoza, ki raste najhitreje, in njegov tržni delež na področju potniškega prevoza v Evropski uniji (5 %) bo kmalu prehitel tržni delež železnice. Delež letalskega prometa je v drugih regijah precej manjši.
Dejstva in številke:
- Obseg tovornega prometa v državah Srednje in Vzhodne Evrope se je od sredine devetdesetih let spet povečeval, potniški promet pa je znova dosegel raven iz leta 1990 in hitro narašča.
- Lastništvo avtomobilov se je v od leta 1990 do leta 1999 v državah Srednje in Vzhodne Evrope povečalo za 61 %, v državah VEKSA pa za 20 %, kljub temu pa število avtomobilov na 1000 prebivalcev v državah Srednje in Vzhodne Evrope dosega polovico števila lastnikov v Zahodni Evropi in v državah VEKSA manj kot eno šestino tega števila.

### Politično in gospodarsko povezovanje v Evropi
- Druga svetovna vojna je razdelila Evropo na vzhod in zahod. Ideja evropske združitve je nastala zaradi strahu pred ponovnim spopadom. Tako je leta 1949 nastala mednarodna organizacija Svet Evrope, katere cilj je kulturni, gospodarski in socialni napredek držav članic in povezuje vse države Evrope. Pod njegovim okriljem so bile sklenjene številne konvencije z vseh področij družbene problematike.
- Evropska unija je bila ustanovljena zaradi ideje po trdnejši naddržavni integraciji Evrope.
- Evropske države, ki iz političnih ali ekonomskih zadržkov niso postale članice EU, so organizirane na nižji stopnji gospodarskega sodelovanja. Tako je bila leta 1960 ustanovljeno Evropsko združenje za svobodno trgovino (EFTA).
- Na pobudo majhnih držav je prišlo leta 1975 do Konference o evropski varnosti in sodelovanju v Helsinkih.
- V Evropi poteka sodelovanje med državami po več vzporednicah, na državni in regijski ravni. Tako imamo organizacijo podonavskih držav, ki ureja promet po Donavi, in Srednjeevropsko pobudo, katere cilj je ekonomsko in politično sodelovanje držav nekdanje vzhodne Evrope z nekaterimi državami zahodne Evrope.
- V sedemdesetih in osemdesetih letih so nastala številna regionalna združenja, ki so posamezne regije pričela trdneje povezovati – medregionalno sodelovanje delovnih skupnosti osrednjih Alp (Arge Alp 1972), Alpe Jadran (1978), Zahodnih Alp (1982), Pirenejev (1983) in Jure.